# Camille du Gast
Camille du Gast (Marie Marthe Camille Desinge du Gast, Camille Crespin du Gast, París, 30 de maig de 1868 – íd. 24 d'abril de 1942) fou una celebritat francesa, pionera de l'automobilisme femení de la Belle Epoque, juntament amb Hélène de Rothschild (baronessa Hélène van Zuylen) i Anne de Rochechouart de Mortemart (duquessa d'Uzès).

## Vida personal
Marie Marthe Camille Desinge du Gast va néixer a París el 1868, i era la més petita dels seus germans. Coneguda com a Camille du Gast, es va casar amb Jules Crespin el 1890, gerent i accionista majoritari de Dufayel, un dels grans magatzems més importants de França.Jules Crespin va morir jove, quan tenia 27 anys, deixant-la vídua, molt rica, i amb una filla petita. Això la va estimular a participar en activitats esportives i, a més de viatjar i ser molt activa en la vida social parisenca, es convertí en una atleta completaː globus aerostàtic, paracaigudista, tiradora, toboganista, esquiadora, practicant del tir amb rifle i pistola, entrenadora de cavalls. Coneguda com "una de les vídues més riques de França," i com una esportista consumada, així com concertista de piano i cantant lírica, va ser la segona dona que va competir en una cursa internacional de motor.

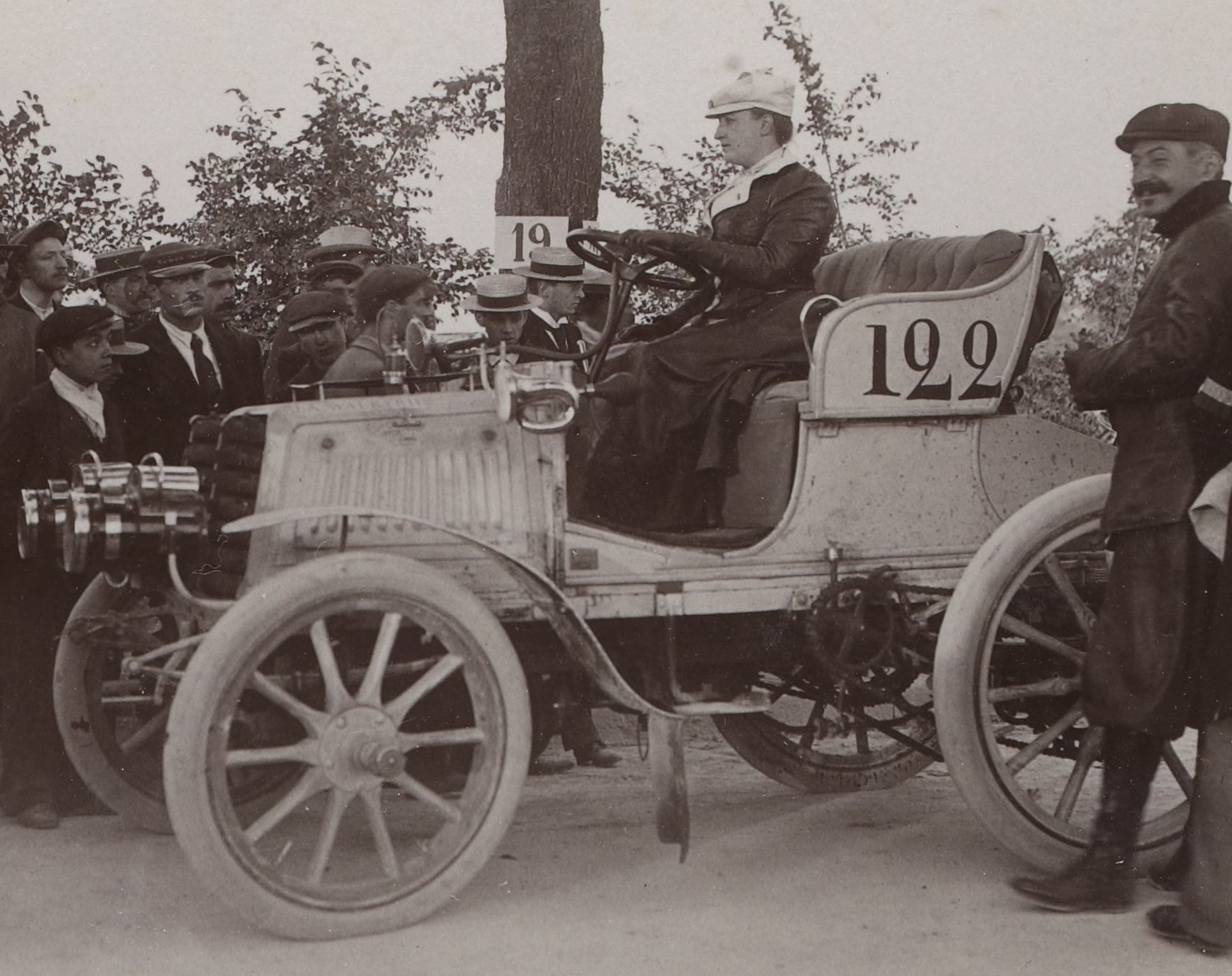
Camille du Gast a la Paris-Berlin, 1901

Al llarg de la vida també es va donar a conèixer a França per la seva extensa tasca filantròpica. Va ser presidenta de la Société protectrice des animaux (SPA) fins a la seva mort, i la seva campanya contra les corrides de toros va incloure clamoroses protestes d'acció directa. Va proporcionar assistència sanitària a dones i nens desfavorits a París, i va continuar prestant-la durant l'ocupació alemanya a la Segona Guerra Mundial.
Va ser la figura central de l'escàndol parisenc de La Femme au Masque, en què va ser maliciosament però erròniament esmentada com la model nua d'un quadre d'Henri Gervex. Aquesta història va implicar tres casos judicials i es va conèixer arreu del món.
El seu exuberant estil de vida social i esportiu es va veure alterat per una experiència traumàtica al voltant de 1910, quan la seva filla va intentar assassinar-la, a mitja nit, a casa seva, per heretar-la. Després d'això es va dedicar a col·laborar amb el govern francès al Marroc, i a obres benèfiques.
Feminista pionera, va servir com a vicepresidenta de la Ligue Française du Droit des Femmes (La Lliga francesa per als Drets de les Dones). El 1904 es va convertir en l'única dona oficial de l'Automobile Club de France (ACF).
Va ser coneguda a la premsa pel sobrenoms l'Amazone i la Walkyrie de la Mécanique (o Valkyrie de l'automòbil).

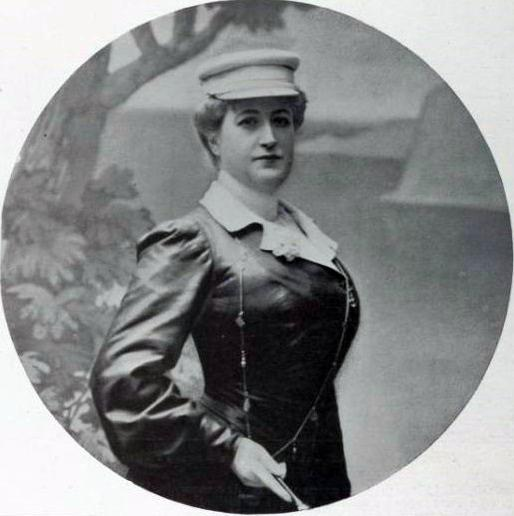
Camille du Gast el 1905

## Dedicació esportiva

### Globus i paracaigudisme
Madame du Gast i el seu marit eren entusiastes practicants del globus aerostàtic, i ella va volar amb el pilot semiprofessional Louis Capazza. El 1895 va saltar des d'un globus aerostàtic a una altitud de 610 metres amb un paracaigudes. El globus era un dels dos que s'utilitzaven per donar a conèixer els grans magatzems del seu marit, Dufayel, en festes i esdeveniments públics.

### Automobilisme
Du Gast, que havia quedat entusiasmada en veure l'inici de la cursa de la Copa Gordon Bennett de 1900 de París a Lió, posseïa el 1901 tant un Peugeot com un automòbil Panhard et Levassor, la qual cosa va estimular el seu interès per la conducció i les carreres. Fou una de les primeres dones a obtenir el permís de conduir. I al 1904 es va convertir en l'única dona oficial de l'Automobile Club de France (A.C.F.).

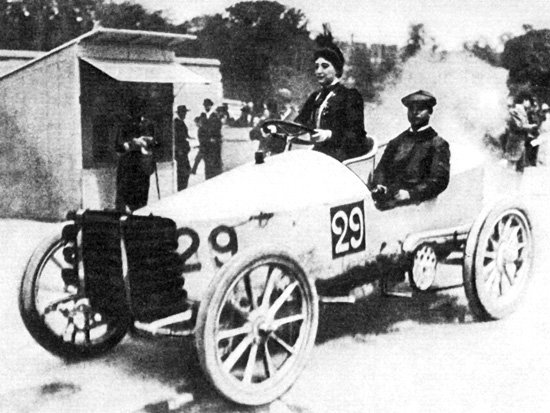
Madrid–París 1903. Camille du Gast pilota el seu De Dietrich de 30 CV, amb el número de sortida 29.

L'any 1901, du Gast i la baronessa Hélène van Zuylen, esposa del president de l'Automobile Club de France (ACF), van ser les dues úniques dones participants a la cursa París-Berlín. La baronessa Zuylen ja havia competit a la París-Amsterdam-París de 1898, per la qual cosa du Gast es va convertir en la segona dona a participar en una cursa internacional de motor.
El 1902 du Gast va competir a la cursa de París-Viena. També va sol·licitar participar en la cursa de Nova York-San Francisco, però l'òrgan de govern la va rebutjar perquè era dona.
Per a la cursa París-Madrid de 1903, Adrien de Turckheim va contractar du Gast per conduir un dels seus automòbils De Dietrichs de 5,7 litres i 30 CV, i fou l'única dona a participar-hi. Després de diversos accidents mortals, tant de pilots com d'espectadors, la carrera va ser aturada a Bordeus pel govern francès.
El 1904, l'equip de la fàbrica Benz va oferir a du Gast córrer per a la Copa Gordon Bennett, vista la seva actuació a la París-Madrid de 1903, però aleshores el govern francès havia prohibit a les dones competir en esports de motor
El juliol de 1905, Madame du Gast va competir a les proves de velocitat inaugurals de Brighton, on va conduir un cotxe de 35 cv, però va perdre davant Dorothy Levitt, que conduïa el seu Napier de 80 cv i establí el rècord mundial de velocitat femení.

### Nàutica a motor

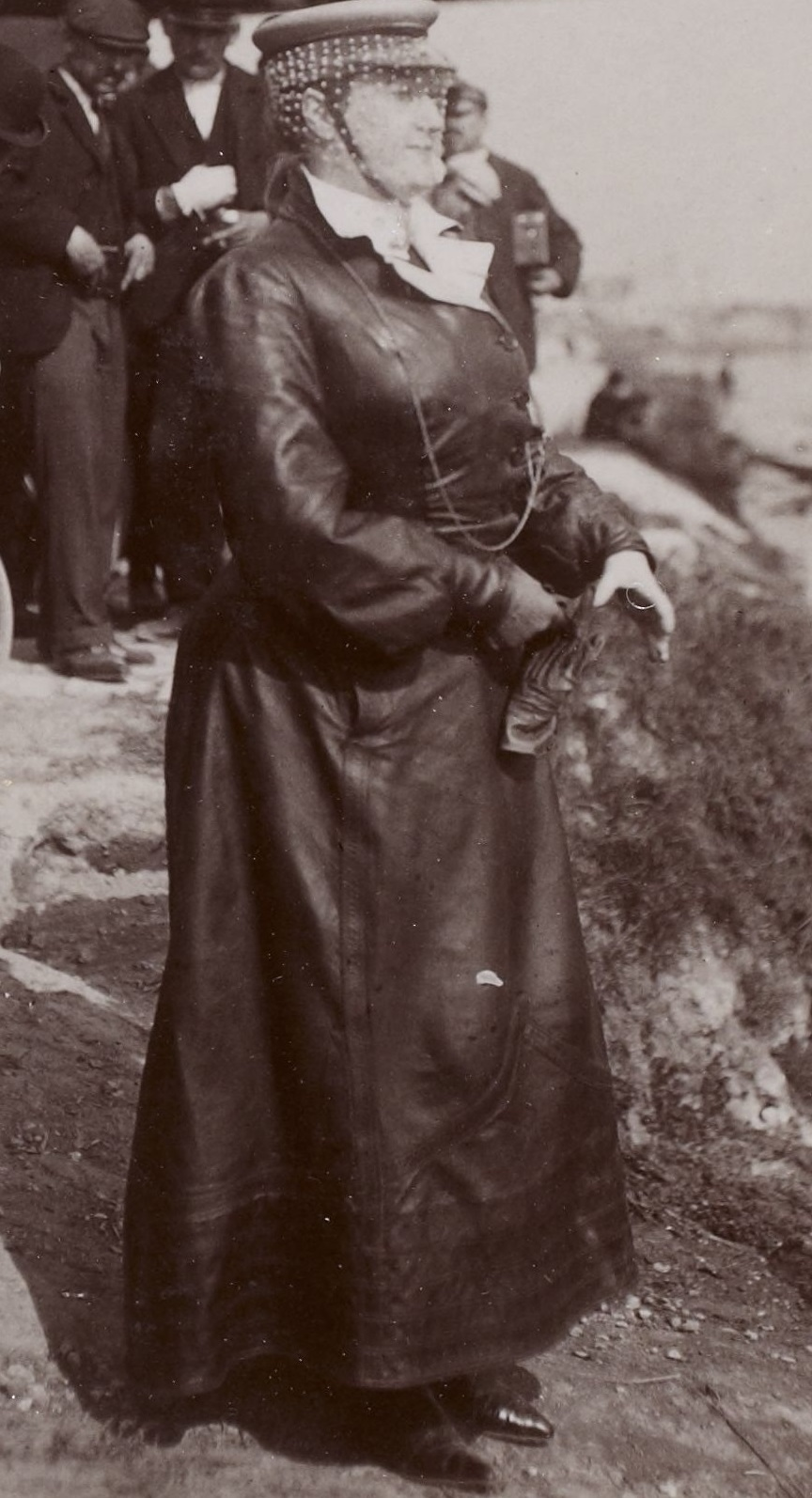
Camille du Gast a Juvisy. 1904

La prohibició del govern francès de 1904 a les dones d'inscriure's a les curses d'automòbil va portar du Gast a participar en les curses de vaixells a motor. La indústria de la nàutica esportiva a França no tenia gaire més de cinc anys, però s'havia convertit en el nou esport de moda, i creixia a una velocitat que rivalitzava amb la de l'automobilisme a la dècada de 1890. La mala imatge provocada per la carrera París-Madrid de 1903 va fer que els esdeveniments programats al calendari nàutic del 1905 superessin en nombre i importància els previstos per a la carretera.
El setembre de 1904, du Gast va pilotar el Marsoin propulsat per Darracq al riu Sena, a Juvisy-sur-Orge, als afores de París.

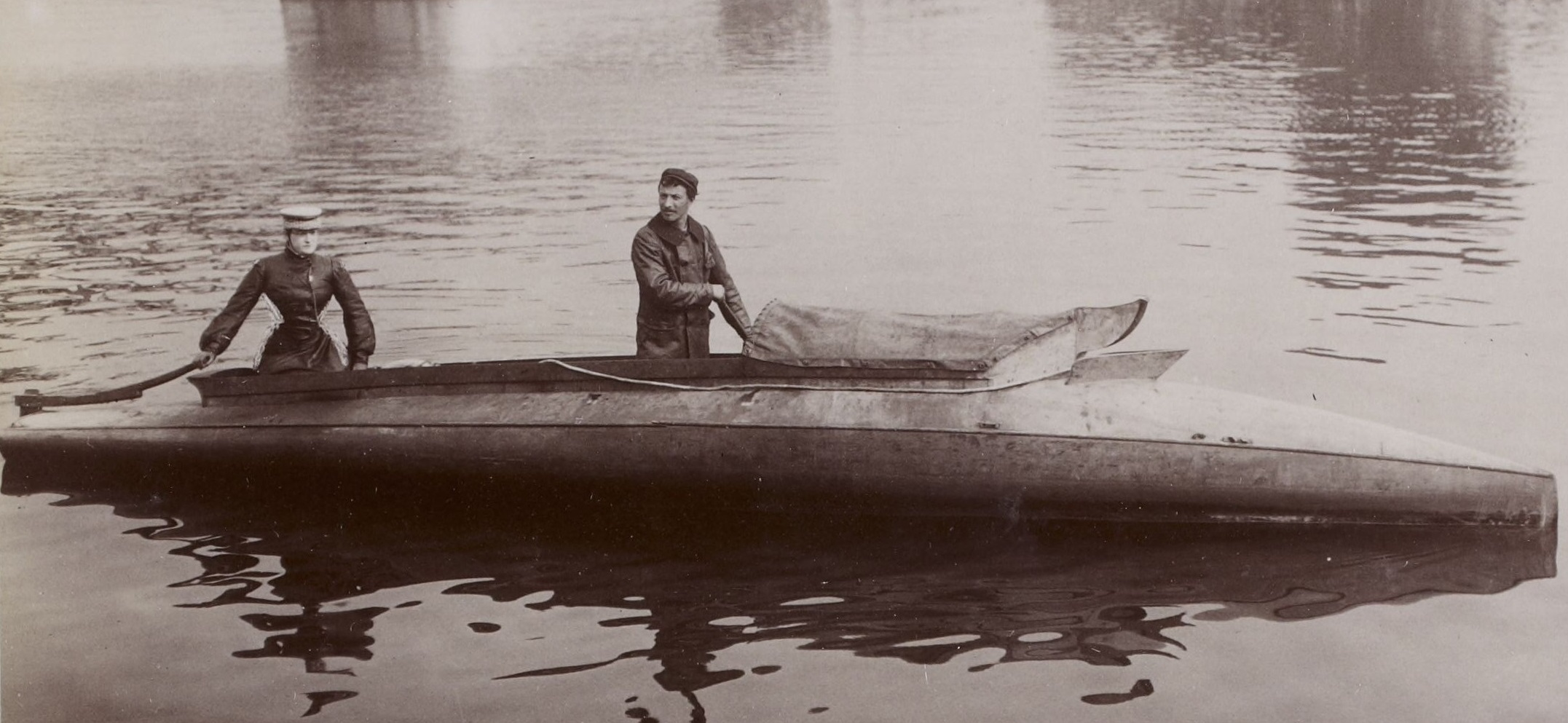
Camille du Gast amb la barca de motor de Mr Caillois a Juvisy, 1904.

Du Gast va competir amb el seu vaixell La Turquoise, un casc 'Tellier fils & Gérard' equipat amb un motor Panhard de 6 cilindres, de 150 cavalls de potència. Va participar en la cursa de 100 quilòmetres per a corredors de les categories de vuit a dotze metres, però no va completar la carrera.

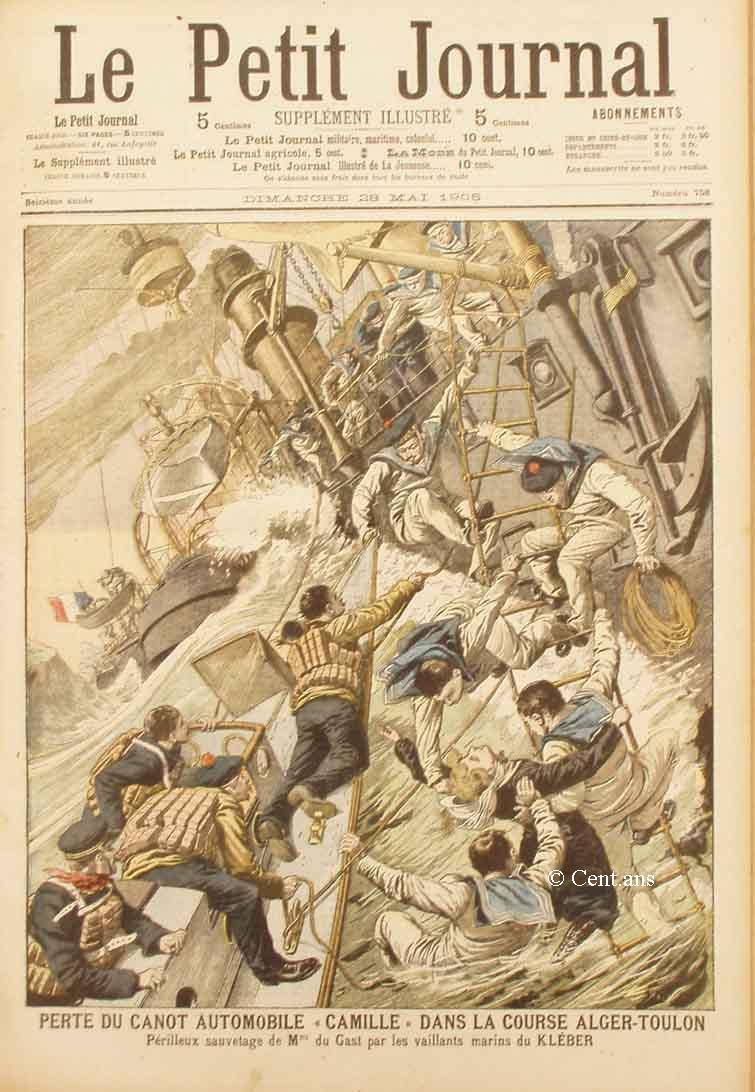
Portada de Le Petit Journal, 28 maig 1905ː Camille du Gast, rescat a la cursa Alger-Toló.

Al maig va competir en la cursa transmediterrània d'Alger a Toló, però una violenta tempesta durant la segona etapa –des de Maó, Menorca, fins a Toló– va deixar els set vaixells fora de joc i n'enfonsà sis, inclòs el seu, el Camille, construït expressament per a la cursa. Dos mesos més tard, du Gast va ser finalment declarada guanyadora, després de ser qui havia estat més a prop d'acabar la cursa abans d'enfonsar-se.
La cursa Alger-Toló havia estat organitzada pel diari de París Le Matin, patrocinada per Mercedes Paris i amb el suport del ministre francès de la Marina. Això va encoratjar la construcció d'embarcacions de regata especialment pesades adaptades a mar obert: des de 9,1 fins a 24 metres d'eslora i de 35 a 200 cavalls de força. El Camille tenia un casc d'acer de 13 metres, un motor Charron, Girardot et Voigt (C.G.V.) de 90 cavalls de potència i havia estat construït per la Companyia Pitre a París.

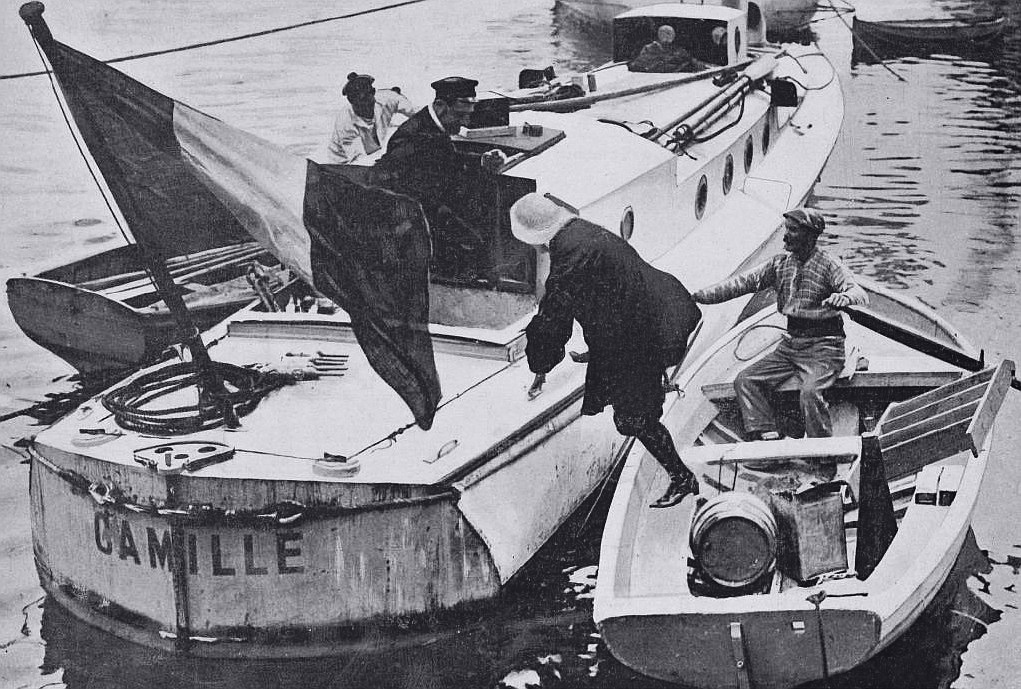
Camille du Gast a bord del "Camille" (Maig de 1905, Alger-Toló).

## Viatges, dedicació política i filantròpica

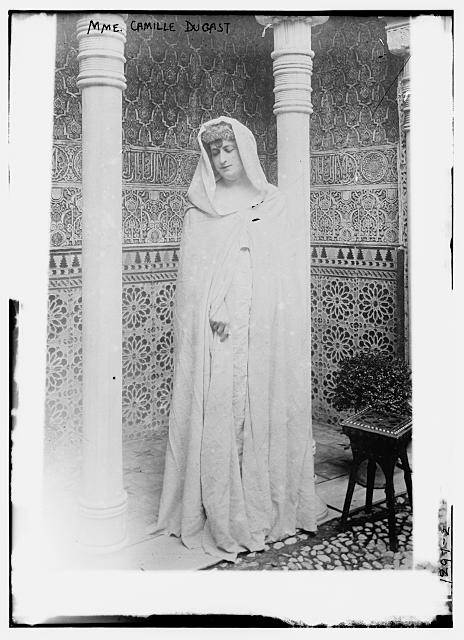
Camille du Gast al Marroc, un viatge que va descriure a Ce que m'a dit le Rogui, publicat a Je sais tout el 1909

Després de la mort del seu marit, va començar a viatjar molt. El setembre de 1906 va decidir explorar el Marroc a cavall. Va documentar aquesta experiència en el seu article «Ce que m'a dit le Rogui», publicat a Je sais tout l'any 1909. Va descriure els seus modes de viatge no convencionals, desplaçant-se sola en zones perilloses.
Tant el 1910 com el 1912 va rebre l'encàrrec del govern francès de visitar el Marroc, primer en nom del Ministeri d'Afers Exteriors i després en nom del Ministeri d'Agricultura. Va intentar ajudar el govern francès a guanyar influència i demostrar els beneficis del domini francès. Va assenyalar que després d'onze mesos de viatge va sentir que havia millorat la imatge de França.

### Benestar animal
Després del trauma per l'intent d'assassinat per part de la seva filla el 1910, es va dedicar cada cop més al benestar animal. Va treballar al refugi de París per a gossos vagabunds i ferits, que havia estat fundat el 1903 per Gordon Bennett. Va exercir com a presidenta de la "Societat francesa per a la prevenció de la crueltat envers els animals" (SPA) des de 1910 fins a la seva mort, el 1942. El 1927 va fer servir els seus propis fons per modernitzar i ampliar el refugi d'animals de Gennevilliers.
Va fer campanya contra les corrides de toros, que eren il·legals però "tolerades administrativament" a França. La campanya va incloure l'organització d'una protesta massiva a la Plaça de la Concorde de París, i el 29 de maig de 1930 va organitzar una manifestació a Melun contra una corrida de toros que s'havia organitzat com a "recaptació de fons" per a les escoles locals. Després del paseíllo –la marxa formal d'entrada dels toreros a l'arena– Du Gast va donar el senyal perquè trenta joves, entre els quals dues noies, saltessin a l'arena fent xiulets. Els van seguir 400 manifestants i bombes de fum.

### Feminisme
Madame du Gast va ser una feminista preocupada per l'avenç dels drets i l'emancipació de les dones, una viatgera freqüent i una republicana devota. Va esdevenir vicepresidenta de la Ligue Française du Droit des Femmes després de la Primera Guerra Mundial.
Va treballar amb dones i nens desfavorits, establint centres per a orfes i dones empobrides. Va continuar prestant aquesta assistència sanitària al París ocupat pels alemanys, fins a la seva mort, el 1942.
De la seva preeminència i el paper de l'esport en la victòria feminista, en parla al llibre Cinquante-ans de feminisme: 1870–1920, publicat per la Lliga Francesa pels drets de la dona el 1921.

## Memòria

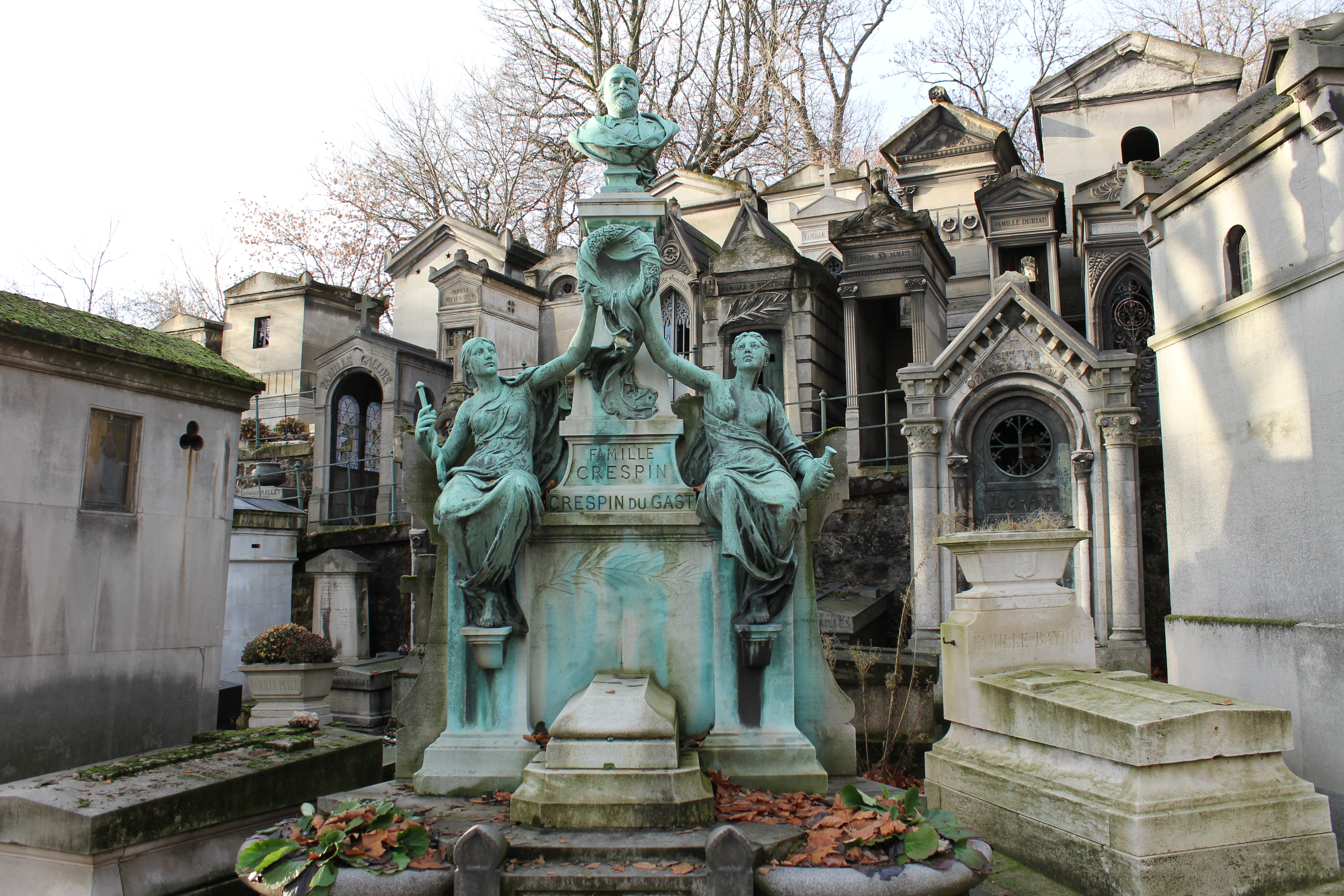
Camille du Gast és enterrada al cementiri de Père Lachaise, a París.

És enterrada a la tomba familiar de la família Crespin al cementiri de Père Lachaise de París.
És recordada amb el nom de l'escola tècnica Lycée professionnel des métiers de l'automòbil Camille du Gast' a Chalon-sur-Saône
Elisabeth Jaeger Wolff n'ha escrit una biografia novel·lada, La dernière Amazone: Biographie romancée de Camille Crespin du Gast (1868–1942), editada per Bastberg el febrer de 2007.

## Publicacions
Du Gast va publicar diversos articles sobre els seus èxits esportius, com ara:
- A deux doigts de la mort (A la vora de la mort), en la revista Je sais tout de 15 febrer de 1905 va descriure la desastrosa cursa de vaixells a motor d'Alger a Toló, on va bolcar (i es va enfonsar) però va ser declarada vencedora.[1]
- Ce que m'a dit le Rogui (El que Rogui va dir de mi. (Rogui, un pretender al tron de Marroc), publicat a Je sais tout el 1909, crònica del seu viatge a través del Marroc.[4]
- Va publicar diverses narratives de viatge en la revista de les dones La Vie heureuse (avui coneguda com a Femina).[7]
- Va escriure el prefaci al 1933 del llibre de Gustave Dumaine Contes pour mon Chien (Narracions per al meu gos).[25][26]